# Gonipterus scutellatus
Gonipterus scutellatus (лат.) — вид жуков из семейства долгоносиков (Curculionidae). Эндемик Австралии.

## Описание
Окрас серо-коричневый. Длина около 13 мм. Трудноотличим от Gonipterus gibberus, с которым даже «делит» те же народные названия.
Личинки желтовато-зелёные.

## Кормовые растения
Жуки питаются на деревьях рода Эвкалипт, особенно часто повреждают Eucalyptus camaldulensis, Eucalyptus globulus, Eucalyptus maidenii, Eucalyptus punctata, Eucalyptus robusta, Eucalyptus smithii и Eucalyptus viminalis.